# Parisine
Pour les articles homonymes, voir Parisine (homonymie).
Parisine est une police de caractères créée pour la RATP par Jean François Porchez, de l'entreprise Porchez Typofonderie. Cette police de caractère est utilisée depuis 1996 dans le métro parisien, le RER d'Île-de-France exploité par la RATP, les tramways et les bus RATP et, depuis 2015, dans le métro d'Osaka pour les inscriptions en alphabet latin ; elle a également été adoptée dans le métro d'Alger. Ses formes sont influencées par le travail d'Edward Johnston et Eric Gill pour le métro de Londres.
« Parisine » est une marque déposée auprès de l'INPI par la RATP.

## Histoire
L'adoption de la police Parisine s'inscrit dans le cadre d'« Autrement Bus », un programme lancé au début des années 1990 pour unifier les signalétiques des différents modes de transport, dans le contexte d'un réseau désormais multimodal. Elle s'accompagne par d'autres modifications et uniformisations de la signalétique, telles que le choix du bleu comme couleur de base, d'un code couleur pour représenter les différentes lignes, ou encore de l'écriture en « capitales et bas de casse ».
Initialement prévue pour la signalétique, en remplacement de la police Neue Helvetica (brièvement utilisée après la Métro (Adrian Frutiger),), l'utilisation de Parisine tend cependant à se généraliser sur de plus en plus de supports, tels que les plans de lignes (papier, web, girouettes des autobus d'Île-de-France, etc.), depuis que la déclinaison Parisine Office a été créée.
En 2024, une nouvelle police de caractères, Grand Paris Express est introduite à la station Villejuif - Gustave Roussy ; elle a vocation à être utilisée sur les lignes 15, 16, 17 et 18 au lieu de la Parisine.

## Caractéristiques

Différence de calligraphie entre la Métro (à gauche) et la Parisine (à droite)
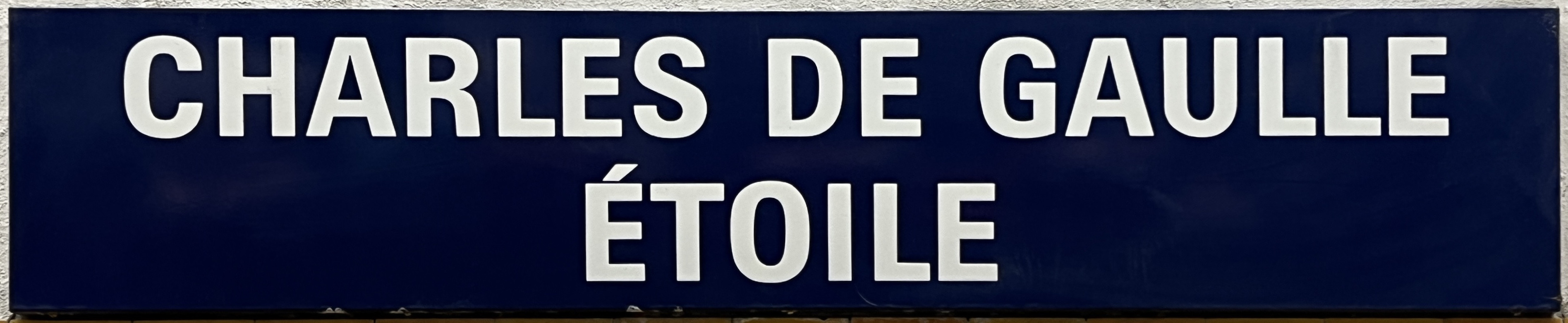
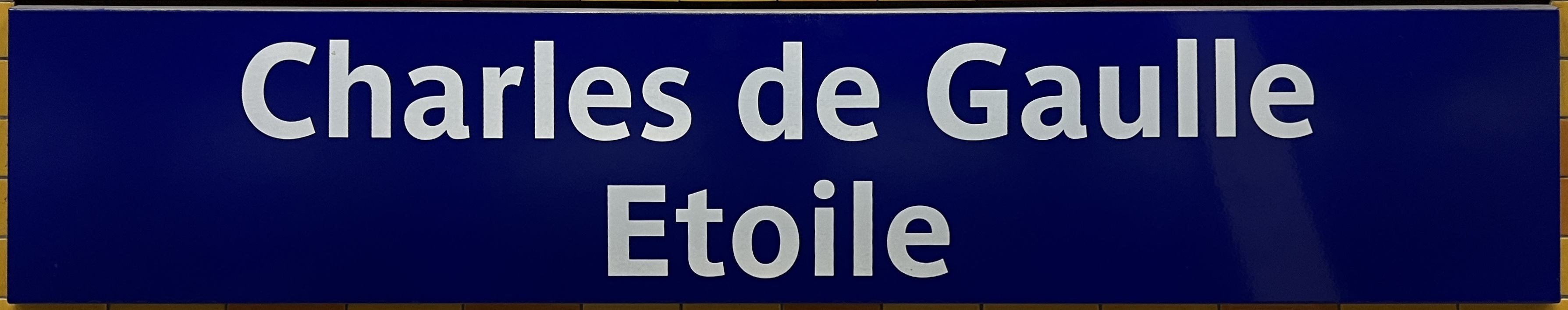

Le but de ce caractère typographique est d'être utilisé sur des panneaux de signalétique (et donc sans problème de qualité de papier ou d'encre), d'être lisible de loin sans ambiguïté, y compris pour des touristes dont l'alphabet latin ne serait pas l'alphabet natal, et surtout d'être moins large (90 %) et plus homogène en largeur que le caractère employé précédemment, le Neue Helvetica.